# Victor (dator)
Victor (Sirius) var ett företag som marknadsförde datorer under 1980- och 1990-talet. Företaget grundades 1980 som Sirius i Scotts Valley, Kalifornien av Chuck Peddle som tagit fram bland andra KIM-1 och Commodore PET. 
De lanserade datorn Sirius 1 hösten 1981, vid samma tid som IBM släppte sin IBM PC. Sirius 1 använde likt PC mikroprocessorn Intel 8088, operativsystemen MS-DOS och CP/M, men hade högre bildskärmsupplösning (800x400) och diskettkapacitet, och fanns med 896 KiB RAM, mycket bättre prestanda för lite högre kostnad, ca 4000 USD. Ett för samtiden stort antal applikationsprogram fanns att tillgå, bland annat bokföringspaket från svenska Hogia.
Företaget köpte partnern Victor Business Systems (en) 1982 som bl.a. gjorde kalkylatorer och kassaapparater, och hade sålt Sirius under eget namn, och fick producera datorn som såldes under namnet Victor 9000, med stor framgång i Europa, där IBM ännu inte satsat. I Sverige stod företag på kö för att få saluföra datorn, Esselte var en av agenturerna som sålde den under ursprungsnamnet Sirius.
Datorn var emellertid inte PC-kompatibel, så trots sina prestanda, blev det svårt att växa när marknaden i mycket kom att domineras av PC-datorer som etablerade standard och företagsledningen hade inte förmågan att erövra marknadsandelar i den takt som man investerade i infrastruktur.
1984 gick företaget i konkurs och köptes upp av Mats Gabrielssons Datatronic, som avtalade med Kyocera att sälja deras PC-datorer under varumärket Victor. Efter framgångsrika år såldes Victor 1989 till Tandy Corporation. Idag ägnar sig företaget Victor Technology främst åt innovation och marknadsföring av bordskalkylatorer.
Sirius är namnet på en ljusstark stjärna, precis som Altair, namnet på en betydelsefull tidig dator, Altair 8800.